# Felsőgirda község
Felsőgirda község (románul: Comuna Gârda de Sus) község Fehér megyében, Romániában. Központja Felsőgirda, beosztott falvai Alsógirda, Biharia, Dealu Frumos, Dealu Ordâncușii, Dobrești, Hanășești, Huzărești, Izvoarele, Jégbarlang, Mununa, Ocoale, Plai, Pliști, Scoarța, Snide, Sucești.

## Népessége
A 2011-es népszámlálás adatai alapján a község népessége 1714 fő volt.